# Малый, Эдуард Евгеньевич
Эдуард Евгеньевич Малый (род. 24 мая 1969, Волгоград) — российский футбольный арбитр, в прошлом футболист, вратарь. Арбитр национальной категории.

## Биография
Выступал за курский «Авангард» и волгоградский «Ротор». Судейскую карьеру начал в 1996 году. Матчи Премьер-лиги в должности главного арбитра судил в 2005—2012 годах, провёл 60 матчей.

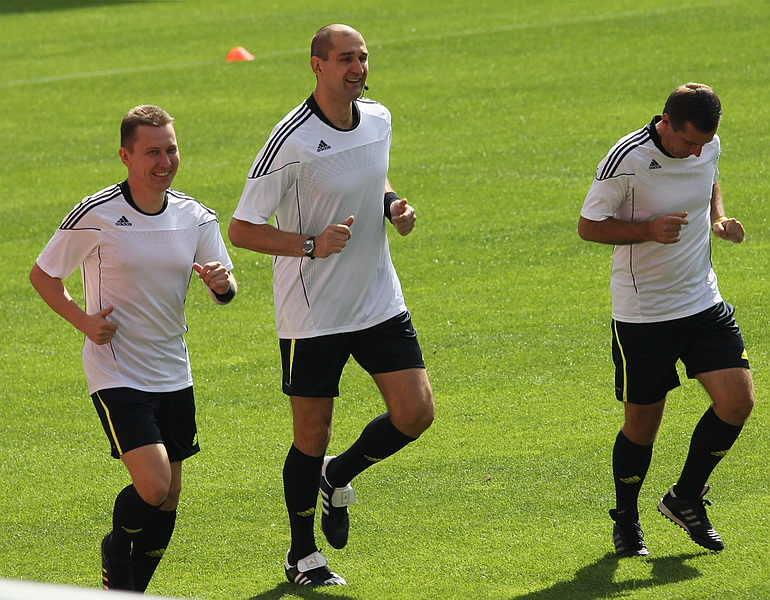
Малый вместе со своими помощниками

12 июля 2009 года в Санкт-Петербурге в матче 13-го тура чемпионата России между «Зенитом» и «ФК Москва» Малый на 77-й минуте при счёте 1:0 в пользу «Зенита» назначил пенальти в ворота хозяев за нарушение Павла Погребянка против Гии Григалавы. Удар полузащитника москвичей Александра Самедова голкипер «Зенита» Камил Чонтофальски отразил ногами, но Александр Шешуков добил мяч в сетку ворот. Однако Малый не засчитал гол, посчитав, что футболисты гостей вошли в штрафную при пробитии пенальти ещё до удара Самедова. Арбитр не заметил, что игроки «Зенита» также вошли в штрафную раньше положенного времени. При этом Малый не дал футболистам гостей перебить 11-метровый удар. Руководство «ФК Москва» после игры подало протест на решение арбитра, а инспектор выставил Малому за матч оценку «два». Вопрос о результате матча и возможном назначении переигровки рассматривался на заседании КДК 17 июля 2009 года. Решение арбитра вызвало оживлённую дискуссию в российском футбольном обществе.
Малый в интервью средствам массовой информации признал свою ошибку, назвав её «грубым методическим просчётом», связанным с неправильно выбранной арбитром позицией при пробитии пенальти, когда он не мог видеть всю штрафную и игроков «Зенита». Специалисты также подтверждали ошибку Малого — Алексей Спирин указал на ошибку, отметив, что в целом матч он отсудил хорошо. Глава коллегии футбольных арбитров Сергей Зуев заявил, что просчёт Малого не был «технической ошибкой».
20 октября 2012 года в матче «Анжи» — «Спартак» Москва (2:1) допустил ряд серьёзных ошибок в пользу «Анжи», что также вызвало большой резонанс. Глава Департамента судейства и инспектирования РФС Роберто Розетти остался неудовлетворённым работой Малого в этом и нескольких предыдущих матчах и предложил ему должность судейского инспектора РФС. Официально завершил карьеру в 2013 году за год до выхода на «судейскую пенсию» по состоянию здоровья.